# FC트롯여신
FC트롯여신(2023년 3월 21일 ~ )는 대한민국의 여자 트로트 가수들로 구성된 축구 선수단이다.

## 역사
- 2023년 3월 21일 창단 멤버들이 유튜브 '빵터지는그녀들ㆍ FC트롯여신'에서 처음으로 소개됐다.

## 코칭스태프
| 직위 | 이름   | 비고 |
| ---- | ------ | ---- |
| 감독 | 최용덕 |      |
| 코치 |        |      |

## 선수단
| 등번호 | 이름   | 포지션 | 비고           |
| ------ | ------ | ------ | -------------- |
| 8      | 신혜   |        | 주장           |
| 12     | 금은별 | -      |                |
| 2      | 주리스 |        |                |
| 7      | 슬기   |        | 현 오로라 멤버 |
| 66     | 민정   |        | 현 오로라 멤버 |
| 10     | 황후   | -      | 전 오로라 멤버 |
| 9      | 구수경 |        |                |
| 11     | 안소예 | -      |                |

## 경기
- 2023.04.11. FC라이온스 첫 연습경기
- 2023.05.14. 중랑축구단 첫 데뷔전, 중랑구립운동장